# Larson (Dakota du Nord)
Pour les articles homonymes, voir Larson.
Larson est une census-designated place située dans le comté de Burke, dans l’État du Dakota du Nord, aux États-Unis. Sa population s’élevait à 12 habitants lors du recensement de 2010.

## Histoire
Larson a été fondée en 1907. Elle a été une city jusqu’en 2003. Bien que n'étant plus incorporée, Larson a été incluse dans le recensement de 2010.

## Démographie
| Groupe            | Larson | Dakota du Nord | États-Unis |
| ----------------- | ------ | -------------- | ---------- |
| Blancs            | 100    | 90,0           | 72,4       |
| Autres            | 0      | 10             | 27,6       |
| Total             | 100    | 100            | 100        |
|                   |        |                |            |
| Latino-Américains | 0      | 2,0            | 16,7       |

Selon l'American Community Survey, pour la période 2011-2015, 100 % de la population âgée de plus de 5 ans déclare parler l'anglais à la maison.
| 1920 | 1930 | 1940 | 1950 | 1960 | 1970 |
| ---- | ---- | ---- | ---- | ---- | ---- |
| 114  | 89   | 79   | 59   | 62   | 35   |

| 1980 | 1990 | 2000 | 2010 | - | - |
| ---- | ---- | ---- | ---- | - | - |
| 21   | 26   | 17   | 12   | - | - |

## Source
- (en) Cet article est partiellement ou en totalité issu de l’article de Wikipédia en anglais intitulé « Larson, North Dakota » (voir la liste des auteurs).